# Heliconius tarapotensis
Heliconius tarapotensis är en fjärilsart som beskrevs av Riffarth 1901. Heliconius tarapotensis ingår i släktet Heliconius och familjen praktfjärilar. Inga underarter finns listade i Catalogue of Life.